# میشل فرارا
میشل فرارا (انگلیسی: Michele Ferrara؛ زادهٔ ۱۳ مهٔ ۱۹۹۳) بازیکن فوتبال اهل ایتالیا است.